# Gamlin Cabin
La Gamlin Cabin est une cabane américaine située dans le comté de Fresno, en Californie. Construite en 1872 par un certain Israel Gamlin, elle est inscrite au Registre national des lieux historiques depuis le 8 mars 1977. Elle est protégée au sein du parc national de Kings Canyon.